# 마르차노아피오
마르차노아피오(이탈리아어: Marzano Appio)는 이탈리아 캄파니아주 카세르타도에 있는 코무네이다. 나폴리로부터는 북서쪽으로 50km 카세르타에선 북서쪽으로 35km 거리에 있다.